# 조선민주주의인민공화국 보건성
보건성(保健省)은 조선민주주의인민공화국의 내각 중앙 행정기관으로, 보건, 위생, 방역 등의 사무를 관장한다. 1948년 9월 2일 내각 출범과 동시에 설립되었다.

## 연혁
- 1948년 9월 2일 보건성 설치
- 1957년 12월 28일 보건성에서 보건부로 명칭 변경
- 1958년 12월 1일 중앙위생지도위원회로 명칭 변경
- 1959년 7월 6일 보건부로 명칭 변경
- 2000년 9월 5일 보건부에서 보건성으로 명칭 환원

## 조직
- 행정조직국
  - 광천지도처
  - 동의지도처
  - 탁아소지도처
  - 새기술심의도입실
  - 임상실험실
- 계획국
- 산원공급소
- 고려약재생산관리국
  - 고려약재생산지도처
- 약초재배시험소
- 농약생산총국
- 대외사업국
- 생산종합국
- 약무처
- 제약공업지도처
  - 제약공업관리국
  - 종합약국
- 인민보건사업부
- 중앙위생지도위원회

## 역대 상, 부상

### 역대 상
1기
- 리병남 1948년 9월 2일 ~ 1948년 11월 23일 보건상
- 최창익 1948년 11월 23일 ~ 1948년 12월 1일 보건상
- 허정숙 1948년 12월 1일 ~ 1949년 9월 30일 보건상
  - 백기성 1949년 9월 30일 ~ 1949년 10월 8일 (직무대리)
- 리병남 1949년 10월 8일 ~ 1957년 9월 20일 보건상
- 한설야 1957년 9월 20일 ~ 1957년 12월 8일 보건상

2기
- 김수학 : 1998년 9월 1일 ~ 2006년 10월 19일
- 최창식 : 2006년 10월 19일 ~ 2013년 4월 10일
- 강하국 : 2013년 4월 10일 ~ 2017년 4월 18일
- 장준상 : 2017년 4월 18일 ~ 2020년 1월 9일
- 오춘복 : 2020년 1월 9일 ~ 2021년 1월 6일
- 최경철 : 2021년 1월 6일 ~
- 정무림: 2024년 5월 ~

#### 보건부 부장
1기
- 리병남 1957년 12월 8일 ~ 1958년 12월 1일 보건부 부장

2기
- 리병남 1959년 7월 6일 ~ 1960년 2월 29일 보건부 부장
- 리락빈 1960년 2월 29일 ~ 1962년 10월 23일 보건부 부장
- 최광 1962년 10월 23일 ~ 1963년 1월 8일 보건부 부장
- 리락빈 1963년 1월 8일 ~ 1967년 12월 16일 보건부 부장
- 최광 1967년 12월 16일 ~  1967년 12월 27일, 보건부 부장
- 리락빈 1967년 12월 27일 ~ 1972년 1월 18일, 보건부 부장
- 박명빈 1972년 1월 18일 ~ 1972년 12월 14일, 보건부 부장
- 리락빈 1972년 12월 14일 ~ 1977년 12월 15일, 보건부 부장
- 박명빈 1977년 12월 15일 ~ 1980년 1월 24일, 보건부 부장
- 리종률 1980년 1월 24일 ~ 1982년 4월 5일, 보건부 부장
- 박명빈 1982년 4월 5일 ~ 1986년 12월 29일, 보건부 부장
- 리종률 1986년 12월 29일 ~ 1987년 1월 8일, 보건부 부장
- 박명빈 1987년 1월 8일 ~ 1990년 5월 24일, 보건부 부장
- 리종률 1990년 5월 24일 ~ 1998년 9월 1일, 보건부 부장

#### 중앙위생지도위원장
- 리병남 1958년 12월 1일 ~ 1959년 7월 6일 중앙위생지도위원회 위원장

### 역대 부상
1기
- 허정숙 1948년 9월 9일 ~ 1948년 12월 1일
- 백기성 1948년 12월 1일 ~ 1953년 3월 31일
- 리필규 1953년 3월 31일 ~ 1953년 4월 21일
- 남일 1953년 4월 21일 ~ 1953년 5월 2일
- 백기성 1953년 5월 2일 ~ 1957년 9월 20일

2기
- 최창식 2000년 9월 5일 ~ 2003년 9월 3일

3기
- 강하국 2006년 10월 19일 ~ 2013년 3월 31일

#### 역대 수석부상
1기
- 최창식 1998년 11월 1일 ~ 2000년 9월 5일

2기
- 최창식 2003년 9월 3일 ~ 2006년 10월 19일

#### 역대 차석부상
1기
- 강하국 1998년 11월 1일 ~ 2000년 9월 5일

2기
- 강하국 2003년 9월 3일 ~ 2006년 10월 19일

## 산하 기관
- 만수무역회사
- 조선의학협회

## 같이 보기
- 조선민주주의인민공화국의 보건